# Jerzy Stano (zm. 1649)
Jerzy Stano z Nowotańca herbu Gozdawa, (ur. Nowotaniec, zm. w 1649 roku) – chorąży sanocki w latach 1619-1649, stolnik sanocki w latach 1603-1619, starosta sądecki 1627-1637, doradca królewski.
Syn Jerzego. Ożeniony z Zofią Fredro. W 1606 roku był członkiem zjazdu pod Lublinem, który przygotował rokosz Zebrzydowskiego. Poseł na sejm zwyczajny 1613 roku. W 1632 roku był elektorem Władysława IV Wazy z województwa krakowskiego. Dwunastokrotnie był posłem na sejm Rzeczypospolitej, dwa razy z poselstwem do Porty Osmańskiej, oraz raz do Moskwy. Poseł na sejm 1611 roku z województwa ruskiego, komisarz sejmowy do rozgraniczeń z Węgrami.
Potomstwo cztery córki i syn Andrzej  podczaszy lwowski (współwłaściciel Rudek, rozpoczął budowę kościoła w Rudkach). Za życia wydał drukiem pisaną wierszem pracę pt. "O poselstwach w różne kraje wschodnie i wyprawy rycerskie".